# Jacques Leclercq
Jacques Leclercq nasceu em Bruxelas em 1891 e morreu em Beaufays em 1971.
Doutor em Direito (1911) pela Universidade Livre de Bruxelas e diplomado em Filosofia pela Universidade Católica de Louvain, foi professor nas Facultés Universitaires de Saint-Louis em Bruxelas. A partir de 1938 instalou-se em Lovaina.
Leclercq considera que o objetivo da moral é determinar as regras pelas quais o homem atingirá o seu perfeito desenvolvimento ou o seu fim e o objetivo do direito é dirigir as atividades dos homens na vida social de maneira a que esta os ajude a atingir o fim que lhes assinala a moral. Em outras palavras, se o problema da moral se coloca essencialmente do ponto de vista do indivíduo, o do direito põe-se do ponto de vista da ordem social, sendo o respectivo problema o de como organizar a sociedade de maneira que os homens possam atingir a sua perfeição.

## Filosofia Moral
Em seu livro As Grandes linhas da filosofia moral, J. Leclercq visa proporcionar um fundamento metafísico da filosofia moral. Uma de suas características é a própria estrutura da parte sistemática do livro (Partes III e IV), onde ele fala sobre o bom, o verdadeiro, o belo, a felicidade, a liberdade, o mal, a obrigação, de natureza, o perfeição, a punição, a ordem, sacrifício, serviço, etc. Ele é baseado na metafísica de Tomás de Aquino, com a qual ele pretende desenvolver o pensamento moral do último. A análise crítica do livro tem por tema a Filosofia Moral de Tomás de Aquino no pensamento contemporâneo, não mais baseada na obrigação moral, mas no amor ao Bem.
Leclercq apresenta as linhas da moral na história da Ética e chama a atenção às perspectivas de cada modelo. A parte fraca de cada um deles não é o que eles dizem, mas o que deixam de dizer. Em vez de contrastar os diferentes pontos de vista sobre a moral, é melhor escolher o bem de cada um para obter uma visão completa da visão moral. Para seu estudo faz um agrupamento em três partes:
1. Estudo dos que negam a moralidade, é uma constante na história da moralidade (Ceticismo, relativismo, positivismo, etc). Considera a arrogância intelectual associada ao declínio em tempos de crise. Ao que classifica Leclerq como um cético dogmático.
2. Estudo dos que tendem ao empirismo. Eles acreditam que não há nada superior ao homem. Os fundamentos morais estão na experiência do homem que você pode medir e pesar (Utilitarismo, hedonismo, etc). Quase todos tendem a negar a metafísica.
3. Estudo dos que consideram a moral sob o racional. Olhando para a fundação da moralidade em um princípio racional que transcende o homem (Kant, Aristóteles, etc). Trata-se do homem tentando descobrir o homem.

## Publicações
- Leçons de Droit Naturel, vol. 1-Le Fondement du Droit et de la Societé, Namur, 1927; vol. 2-L'Etat ou la Politique, Namur, 1929; vol. 3 -La Famille, Namur, 1933; vol. IV -Les Droits et les Devoirs Individuels. 1ª parte Vie. Disposition de Soi, Namur, 1937; vol. V -Les Droits et les Devoirs Individuels. 2ª parte Travail, Proprieté, Namur, 1937.
- Les Grandes Lignes de la Philosophie Morale, Lovaina, 1946.
- La Philosophie de Saint Thomas devant la Pensée Contemporaine, Lovaina, 1955.
- Du Droit Naturel à la Sociologie, Lovaina, 1961.